# Dubiaranea lugubris
Dubiaranea lugubris là một loài nhện trong họ Linyphiidae. Loài này được phát hiện ở Ecuador.